# Star Wars: Episode IV: A New Hope
Star Wars is een Amerikaanse sciencefictionfilm uit 1977. De film is chronologisch het vierde deel uit de Star Warsserie, maar het is de eerst gemaakte Star Warsfilm. De film werd geregisseerd door George Lucas naar een eigen scenario. De film staat tegenwoordig ook bekend als Star Wars: Episode IV - A New Hope. De oorspronkelijke Nederlandstalige titel was Star Wars - De sterrenoorlog.

## Verhaal
Een verzetsgroep slaagt er in de bouwtekening van de Death Star, een kolossaal ruimtestation dat in staat is een planeet te vernietigen, te stelen. Deze groep heeft data doorgegeven aan de Rebellenalliantie, die erin slaagt onder leiding van prinses Leia. Het schip met Leia wordt onderschept door Keizerlijke troepen geleid door Darth Vader. Ze kan nog net de droids R2-D2 en C-3PO naar de planeet Tatooine sturen met een bericht voor Obi-Wan Kenobi.
Op de planeet worden ze gevangengenomen door Jawa's die onderdelen van schepen en robots stelen en ze dan verkopen. De vochtboer Owen Lars en zijn neefje Luke Skywalker kopen de droids. Luke kent wel een zekere "Kenobi" die als kluizenaar vlak bij de bergen leeft. Dit is inderdaad de Obi-Wan voor wie het bericht bedoeld is. In het bericht vraagt Leia om Obi-Wans hulp. Obi-Wan vertelt Luke dat hij ooit een Jedi was, maar in ballingschap is gegaan toen de Sith de macht grepen. Hij weet dat de Keizerlijke troepen spoedig de droids zullen komen zoeken. Luke vreest voor de veiligheid van zijn oom en tante, maar wanneer hij bij zijn huis komt is het al te laat: de Stormtroopers zijn daar al geweest en hebben alles verwoest. Zijn oom en diens vrouw, Lukes tante Beru, zijn omgekomen.
Wanneer Luke hoort dat zijn vader een Jedi was, besluit hij met Obi-Wan mee te gaan. De twee zullen naar Alderaan gaan om de bouwplannen te laten zien aan Leia’s adoptievader, in de hoop dat die een zwakke plek van de Death Star kan ontdekken. Obi-Wan roept de hulp in van smokkelaar Han Solo en zijn eerste stuurman Chewbacca. Han, die dringend geld nodig heeft om een schuld af te betalen, stemt toe Luke, Obi-Wan en de droids naar Alderaan te brengen met zijn schip, de Millennium Falcon.
Ondertussen zit Leia gevangen in de Death Star, en biedt hard weerstand tegen haar ondervraging. Grootmoff Tarkin, de bevelhebber van de Death Star, besluit haar te dwingen te vertellen waar de Rebellen zijn door met de Death Star Alderaan op te blazen. Op weg naar Alderaan leert Obi-Wan Luke een lichtzwaard te hanteren. Zodra de groep arriveert bij Alderaan, vinden ze enkel het puin dat over is van de net vernietigde planeet. De Death Star is ook nog aanwezig, en de Millennium Falcon wordt via een trekstraal aan boord gehaald.
De inzittenden van de Falcon gebruiken de geheime luiken waar Han zijn smokkelwaar in verstopt om zich te verbergen, en vermommen zich daarna als Stormtroopers om zo ongezien de Death Star te verkennen. Obi-Wan gaat op zoek naar de generator van de trekstraal. Han, Luke en de droids ontdekken dat Leia gevangen zit in de Death Star, en bevrijden haar. Wanneer de groep wil ontsnappen, komt Darth Vader tussenbeide. Hij en Obi-Wan bevechten elkaar in een lichtzwaardduel, waarbij Darth Vader de inmiddels oude Kenobi doodt. De anderen kunnen veilig ontkomen in de Falcon, en haasten zich terug naar het Rebellenhoofdkwartier.
Eenmaal in het hoofdkwartier ontdekken de Rebellen een zwakke plek in de Death Star. Han Solo, die niet verder betrokken wil raken bij dit conflict, incasseert zijn verdiende geld en vertrekt, terwijl Luke met de andere Rebellen de Death Star aanvalt. Even dreigt Darth Vader met zijn schip Luke te vernietigen, maar dan komt Han (die blijkbaar spijt kreeg van zijn beslissing) tussenbeide met de Falcon. Zo kan Luke met succes twee torpedo’s afvuren op een klein ventilatieluik. De torpedo’s veroorzaken een kettingreactie in de Death Star, en het enorme ruimtestation ontploft. Han, Luke en Darth Vader ontsnappen met hun schepen aan de explosie, maar Tarkin en de anderen, die nog in het ruimtestation aanwezig waren, sterven.
In de slotscène worden Luke en Han gedecoreerd door prinses Leia en de rest van de Rebellenalliantie.

## Rolverdeling
| Acteur                               | Personage            |
| ------------------------------------ | -------------------- |
| Mark Hamill                          | Luke Skywalker       |
| Harrison Ford                        | Han Solo             |
| Carrie Fisher                        | Prinses Leia Organa  |
| Peter Cushing                        | Grootmoff Tarkin     |
| Alec Guinness                        | Obi-Wan "Ben" Kenobi |
| Anthony Daniels                      | C-3PO                |
| Kenny Baker                          | R2-D2                |
| Peter Mayhew                         | Chewbacca            |
| David Prowse James Earl Jones (stem) | Darth Vader          |
| Phil Brown                           | Oom Owen Lars        |
| Shelagh Fraser                       | Tante Beru Lars      |
| Jack Purvis                          | Chief Jawa           |
| Alex McCrindle                       | Generaal Jan Dodonna |
| Denis Lawson                         | Wedge Antilles       |
| Garrick Hagon                        | Biggs Darklighter    |
| William Hootkins                     | Porkins              |
| Joe Johnston                         | Death Star Trooper   |
| Larry Ward                           | Greedo (stem)        |
| Malcolm Sinclair                     | Wullf Yularen        |

## Achtergrond

### Productie
Gedurende de productie van de film American Graffiti kwam Lucas al met het idee voor een "space opera". In mei 1973 schreef hij een 14 pagina’s tellend verhaal voor in totaal zes films. Omdat het verhaal zich in de ruimte afspeelde, werd het vooral gezien als een sciencefictionverhaal. Dit genre was in die tijd niet echt populair, dus wezen veel filmmakers Lucas’ idee af. Het was 20th Century Fox die uiteindelijk akkoord ging.
Lucas schreef een volledig scenario voor de film in mei 1974. Tijdens het schrijven van het scenario veranderden de aanvankelijk bedachte scenario’s en personages drastisch. Luke Skywalker zou oorspronkelijk een generaal van middelbare leeftijd zijn, en Han Solo was in het originele scenario geen mens maar een groene humanoïde alien.
In 1975 richtte Lucas het bedrijf Industrial Light & Magic (ILM) op voor de speciale effecten. Er waren nog niet veel bekende acteurs die mee deden. Alleen Alec Guinness als Obi-Wan Kenobi en Peter Cushing als Grootmoff Tarkin. Het filmen begon op 22 maart 1976 in de Tunesische woestijn voor de scènes op Tatooine. Voor de scènes voor de vochtboerderij waar Luke woont, werd er gefilmd in Matmata. Het project kende verschillende problemen, en Lucas liep al na een week achter op schema. Vooral de rekwisieten weigerden vaak dienst. Nadat het filmen in Tunesië klaar was, vertrok men naar de Elstree Studios in Engeland voor de rest van de film. Er werd ook in de Maya-ruïne Tikal in Guatemala gefilmd voor de scènes van Yavin IV.
Door de vele problemen tijdens de opnames lag er een grote druk op Lucas’ schouders om de film op tijd af te krijgen. Dit ging op den duur zo ver dat dokters hem moesten adviseren zijn stress te verminderen. De film stond gepland voor kerstmis 1976, maar door de vertragingen kwam de film er pas in de zomer van 1977.
Toen Lucas een proefversie van de film toonde aan wat vrienden, waaronder de regisseurs Brian De Palma, John Milius en Steven Spielberg, waren hun reacties teleurstellend. Daarentegen was de crew van 20th Century Fox enthousiast over het resultaat.
Hoewel de film door de vele vertragingen over zijn budget van 8 miljoen dollar heen ging, was hij met 11 miljoen dollar de goedkoopste van de Star Warsfilms.

### Veranderingen achteraf
- Tijdens de opnames van de film was er een scène gepland tussen Jabba de Hutt en Han Solo. Hierbij werd een dummy-acteur gebruikt, zodat Harrison Ford iemand had om tegen te kunnen spelen, waarna de acteur later met de computer zou worden vervangen door de uiteindelijke Jabba.[bron?] Door tijdsdruk en de niet al te verre technische ontwikkelingen van toen werd er echter van afgezien deze scène af te monteren, zodat in Star Wars: Episode VI: Return of the Jedi Jabba voor het eerst een groots entree maakte bij het grote publiek. In 1997, toen de speciale editie werd uitgebracht op video, werd de scène voor het eerst aan de film toegevoegd en werd de dummyacteur vervangen door een computergeanimeerde Jabba, die later in 2004 nog eens iets verfijnder werd nabewerkt.
- In dezelfde scène met Jabba en Han werd nog een verandering gemaakt. Aan het eind van de scène werd de premiejager Boba Fett met de computer in de scène toegevoegd. Omdat Boba Fett in de originele bioscoopversies pas in Star Wars: Episode V: The Empire Strikes Back voorkwam werd deze in 1997 ook met de computer in de scène geplaatst. Dit komt mede omdat Boba Fett in het Star Warsuniversum de beste premiejager is en het raar zou zijn als hij niet in de scène zou zitten, waar hij samen met andere premiejagers en Jabba zelf, bij Han Solo's schip de Millennium Falcon naar Han zoekt.
- Een controversiële verandering ten tijde van de speciale editie is het extra beeld in de Greedo-scène. Oorspronkelijk volgt na een dreigende conversatie een kleine explosie en valt Greedo dood neer op tafel tegenover Han, waarbij sterk geïmpliceerd wordt dat Han Solo Greedo heeft doodgeschoten. Voor de speciale editie uit 2004 werd echter een extra camerashot ingevoegd waarbij op zeer hakkerige wijze Han Solo digitaal opzij wordt geschoven wanneer Greedo een schot afvuurt en Han daar vervolgens op reageert door ook te schieten. Deze verandering heeft dermate veel stof doen opwaaien dat het een humoristisch effect meebracht onder de fans en de wereldwijde internetmeme 'Han shot first' veroorzaakte.

### Muziek
De filmmuziek werd gecomponeerd door John Williams. Deze muziek werd ook op een soundtrackalbum uitgebracht door 20th Century Records.

### Reacties
De film ging in première op 25 mei 1977 in 32 bioscopen, en brak alle records. De film wordt vandaag de dag vaak gezien als de eerste echte blockbuster, en staat nog steeds bekend als een van de financieel succesvolste films ooit. Zelfs crewleden zoals de modelmakers werd om een handtekening gevraagd door mensen die de film hadden gezien. De film was qua opbrengst de meest succesvolle film van 1977, en tot aan 1982 ook de meest succesvolle film ooit (in dat jaar brak E.T. the Extra-Terrestrial dit record).

### Media
Door het succes van de film, kwamen er twee vervolgen op: Star Wars: Episode V: The Empire Strikes Back (1980) en Star Wars: Episode VI: Return of the Jedi (1983). Er kwamen ook drie prequels: Star Wars: Episode I: The Phantom Menace (1999), Star Wars: Episode II: Attack of the Clones (2002) en Star Wars: Episode III: Revenge of the Sith (2005). Eind jaren 70 kwamen er ook actiefiguren van de personages uit deze film. In 1999 kwam er ook LEGO genaamd LEGO Star Wars. Er kwamen ook allemaal stripboeken en spin-offs van deze film.

## Prijzen en nominaties
A New Hope werd genomineerd voor tientallen prijzen, en won er uiteindelijk 54 waarvan de belangrijkste:
1977
- De LAFCA Award voor beste muziek
- De LAFCA Award voor beste film

1978:
- Academy Awards voor:
  - Best Art Direction-Set Decoration
  - Beste kostuumontwerp
  - Beste visuele effecten
  - Beste filmmontage
  - Beste muziek
  - Beste geluid
- Saturn Awards voor:
  - Beste acteur (Mark Hamill)
  - Beste actrice (Carrie Fisher)
  - Beste kostuums
  - Beste regisseur
  - Beste make-up
  - Beste muziek
  - Beste sciencefictionfilm
  - Beste speciale effecten
  - Beste mannelijke bijrol (Alec Guinness)
  - Beste scenario
  - Outstanding Editing
- De Golden Globe voor beste originele muziek.
- De Golden Screen
- De Grammy voor beste originele muziek.
- De Hochi Film Award voor beste buitenlandse film
- De Hugo Award voor Best Dramatic Presentation
- De People's Choice Award
- De Special Award

1979
- De Anthony Asquith Award for Film Music
- De BAFTA Film Award voor beste geluid.
- De Evening Standard British Film Award voor beste acteur
- De Evening Standard British Film Award voor beste film
- De Readers' Choice Award voor beste buitenlandse regisseur

1997
- De Special Award
- De MTV Movie Award voor Lifetime Achievement